# Imre Kiss
Dans le nom hongrois Kiss Imre, le nom de famille précède le prénom, mais cet article utilise l’ordre habituel en français Imre Kiss, où le prénom précède le nom.
Imre Kiss, né le 10 août 1957 à Hajdúböszörmény en Hongrie, est un footballeur hongrois, qui évoluait au poste de gardien de but.

## Biographie

### Carrière en club
Il joue sept matchs en Coupe de l'UEFA avec le club de Tatabánya.

### Carrière en équipe nationale
Imre Kiss dispute, avec l'équipe de Hongrie, huit matchs rentrant dans le cadre des éliminatoires du mondial 1982.
Il figure dans le groupe des sélectionnés lors de la Coupe du monde de 1982. Lors du mondial organisé en Espagne, il ne joue aucun match.

## Palmarès
Tatabánya
| - Championnat de Hongrie : - Vice-champion : 1980-81 et 1987-88. - Coupe de Hongrie : - Finaliste : 1984-85. |  | - Coupe Mitropa (1) : - Vainqueur : 1974. |